# Stuttgart Super 9 1998
Lo Stuttgart Super 9 1998, noto come Eurocard Open per ragioni di sponsorizzazione, è stato un torneo professionistico maschile di tennis giocato sul cemento indoor. È stata la 12ª edizione del torneo e faceva parte della categoria ATP Super 9 nell'ambito dell'ATP Tour 1998. L'evento si è svolto alla Schleyerhalle di Stoccarda, in Germania, dal 26 ottobre al 1º novembre 1998.

## Campioni

### Singolare
Richard Krajicek ha battuto in finale  Evgenij Kafel'nikov con il punteggio di 6–4, 6–3, 6–3

### Doppio
Sébastien Lareau /  Alex O'Brien hanno battuto in finale  Mahesh Bhupathi /  Leander Paes con il punteggio di 4–6, 6–3, 7–5